# Stof (scheikunde)

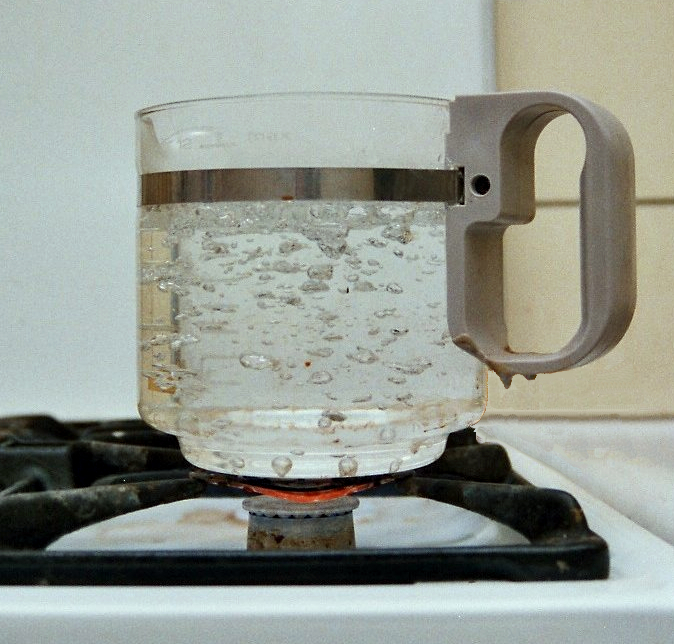
Water en stoom zijn verschillende aggregatietoestanden (respectievelijk vloeibaar en gasvormig) van dezelfde stof

Een stof is in de scheikunde een vorm van materie die een gelijke chemische samenstelling heeft, een chemisch zuivere stof. Deze wordt gekenmerkt door specifieke, uniforme stofeigenschappen, zoals dichtheid, geleidbaarheid en smeltpunt. In de dagelijkse omgang met levenloze en levende materie komen stoffen vooral gemengd voor. Een zuivere stof onderscheidt zich in chemisch opzicht van een mengsel doordat een zuivere stof alleen gescheiden kan worden door het verbreken van bindingen tussen atomen. Een zuivere stof kan ofwel bestaan uit de atomen van één chemisch element: een enkelvoudige stof, ofwel uit de atomen van twee of meer elementen: een samengestelde stof.
In het dagelijks taalgebruik wordt in plaats van synthetische stof de term chemische stof (meervoud: chemicaliën of gevaarlijke stoffen)  gebruikt voor stoffen die het product zijn van industriële chemische synthese, en die milieutechnische risico's met zich meebrengen. Feitelijk is hier sprake van een pleonasme aangezien, strikt genomen, materie per definitie chemisch is.

## Moleculaire stoffen

Structuurformule van ethanol

De zaken liggen het eenvoudigst bij een stof met een moleculaire structuur: materiaal dat bestaat uit identieke moleculen. Zo bestaat ethanol uit moleculen die alle identiek worden gevormd door de chemische bindingen tussen twee koolstofatomen, een zuurstofatoom en zes waterstofatomen: een CH3CH2OH-eenheid.
Wanneer er ook moleculen met een andere structuur aanwezig zijn (bijvoorbeeld methanol in ethanol), spreekt men van een onzuiverheid of contaminatie, of in extremere gevallen van een mengsel. Mengsels kunnen beschouwd worden als in gelijke hoeveelheden samengesteld uit meerdere stoffen, al dan niet visueel onderscheidbaar. Bij een mengsel van zand met ijzerpoeder zijn de zandkorrels met het blote oog onderscheidbaar van het ijzerpoeder, terwijl een oplossing van natrium- en magnesiumsulfaat in water een visueel niet onderscheidbaar mengsel is: zowel natrium- en magnesiumsulfaat zijn niet meer met het blote oog onderscheidbaar, omdat de ionen gesolvateerd zijn.
Voor moleculaire stoffen kan gesteld worden dat de elementen waaruit zij zijn opgebouwd, altijd in een strikt vastliggende vaste verhouding (stoichiometrie) voorkomen, zoals 2:1:6 voor ethanol.

### Inter- en intramoleculaire wisselwerkingen
Bij moleculaire stoffen wordt onderscheid gemaakt tussen enerzijds wisselwerkingen tussen de atomen binnen het molecuul (intramoleculair) en  anderzijds die tussen de moleculen van een gegeven stof (intermoleculair). Intramoleculair zijn de chemische covalente bindingen, intermoleculair zijn de fysische vanderwaalskrachten, de dipolaire wisselwerking en de waterstofbrug. Toch is zelfs hier de scheiding niet geheel scherp te maken, een waterstofbinding kan de sterkte van een zwakke chemische binding bereiken, zoals in het bifluoride-anion.
Het koken van water wordt meestal gezien als een puur fysische zaak: watermoleculen gaan van een vloeistof- naar een gasfase. Nu wordt het relatief hoge kookpunt van water (vergeleken met bijvoorbeeld waterstofsulfide, dat kan worden beschouwd als het zwavel-analoog van water) veroorzaakt door de relatief sterke waterstofbruggen die de watermoleculen in de vloeistoffase met elkaar verbinden. In zekere zin is een waterdruppel dus een fysisch netwerk van talloze aan elkaar verbonden H2O-eenheden. Of dit echter een vrij sterke fysische intermoleculaire wisselwerking of een vrij zwakke intramoleculaire chemische binding genoemd wordt, is een kwestie van interpretatie. Het is namelijk aangetoond dat een waterstofatoom dat bij een fysische waterstofbrug betrokken is, zich in 10% van de gevallen bij de andere bindingspartner bevindt, wat duidt op een chemische covalente binding. Bij de verdamping van bijvoorbeeld rode fosfor (een oneindig covalent gebonden netwerk) tot P4-moleculen is dit nog sterker het geval.
Anderzijds zijn er vrij zwakke donor-acceptorbindingen (gezien als bijzonder type covalente binding) die tot de vorming van complexen leiden en die vaak alleen in evenwicht met hun samenstellende delen voorkomen. Het is moeilijk te zeggen wat de zuivere stof is in zo'n geval.

## Macromoleculaire stoffen
Bij materie die niet is opgebouwd uit relatief kleine, goed gedefinieerde moleculen, ligt het beduidend moeilijker. Polymeren zijn daar een goed voorbeeld van. Hoewel een polymeer als polyetheen gezien kan worden als een stof, bestaat de stof vrijwel altijd uit een mengsel van moleculen die een variabele lengte hebben, de polydispersiteit van een polymeer. Strikt genomen is polyetheen dus nooit een zuivere stof, hoewel alle moleculen wel, behoudens de lengte, dezelfde basisstructuur en dus fundamentele samenstelling hebben.

## Ionogene roosters

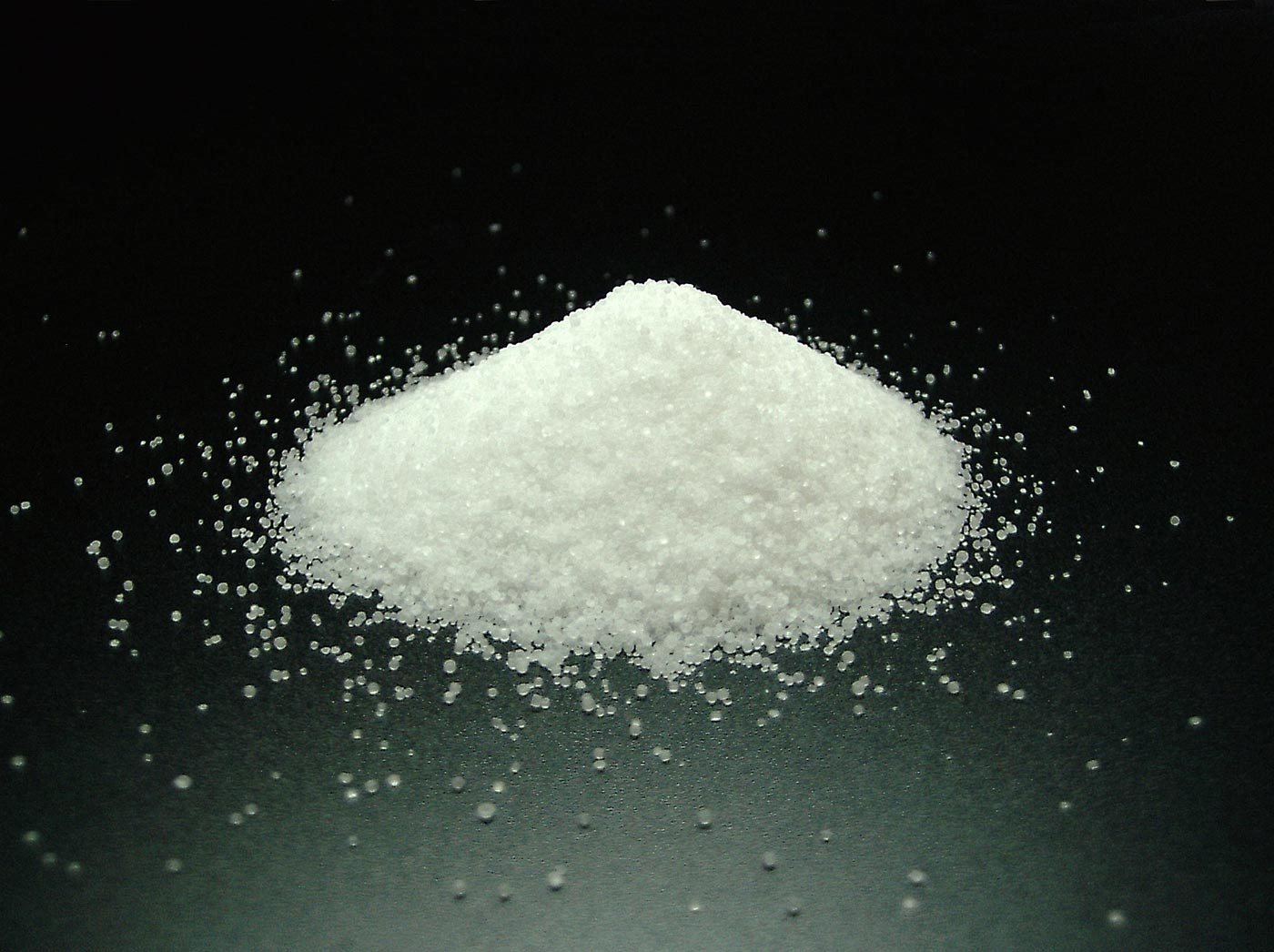
Natriumchloride is een kristallijne vaste stof met een welbepaalde kristalstructuur

Bij vaste stoffen met een kristallijne roosterstructuur wordt het nog ingewikkelder. In het geval van stoffen met een ionogene opbouw, zoals natriumchloride (keukenzout), die goed beschreven kan worden als zijnde opgebouwd uit Na+- en Cl−-ionen is er nog wel sprake van een strikte stoichiometrie. Het is echter vaak wel mogelijk om bepaalde ionen door andere te vervangen, bijvoorbeeld natrium door kalium in kaliumchloride, zonder dat dat de structuur wezenlijk verandert. Meestal wordt dit soort systemen als vaste oplossingen beschouwd. Het is verleidelijk zo'n vaste oplossing een mengsel te noemen, maar er is een wezenlijk verschil tussen een mengsel van korrels zuiver natriumchloride en zuiver kaliumchloride enerzijds en korrels van een vaste oplossing Na0,5K0,5Cl anderzijds. Zo zijn de eenheidscellen van de drie soorten korrels anders en daarmee ook vele andere fysische eigenschappen. Glas is geen chemische verbinding, maar een homogeen mengsel van Na-, K-, Ca- en Mg-silicaten (vaak aangevuld met andere additieven) dat meer de fysische eigenschappen van een extreem viskeuze vloeistof dan van een vaste stof heeft.
Het is echter ook mogelijk dat er nieuwe structuren ontstaan. Kaliumsulfaat en aluminiumsulfaat geven samen bijvoorbeeld het dubbelzout kaliumaluminiumsulfaat (een aluin), dat een andere structuur heeft dan de uitgangsstoffen. In dit geval ligt de samenstelling nog redelijk vast, hoewel kalium gemakkelijk gedeeltelijk door andere alkalimetalen te vervangen is en aluminium door bijvoorbeeld ijzer.

## Metaalbinding
Bij vele vaste stoffen kunnen nieuwe structuren optreden, waarvan de samenstelling niet in één vaste verhouding vastligt. Vooral in het geval van metaal-metaalverbindingen (legeringen) is dan vaak meer sprake van fasen dan van verbindingen. Hoewel er verschillende structuren te onderscheiden zijn van fase tot fase, is de elementverhouding van de fase vaak lang niet zo scherp bepaald als bij moleculaire vaste stoffen. Het wordt in dat geval een vrij subjectieve zaak wat een zuivere stof en wat een mengsel genoemd wordt.

## Polymorfie, allotropie en optische isomerie
Polymorfen zijn verschillende fasen van dezelfde stof, die zich voordoen bij verschillende druk en temperatuur. Polymorfie treedt voornamelijk op bij kristallijne vaste stoffen. Zo kan siliciumdioxide (silica) voorkomen in talloze verschillende polymorfen, bijvoorbeeld kwarts, tridymiet, cristobaliet, lechatelieriet en coesiet. Deze vijf natuurlijk voorkomende mineralen hebben een verschillend uiterlijk (kleur en kristalhabitus) en ook verschillende fysische eigenschappen (zoals hardheid), maar alle vijf polymorfen bestaan in chemisch opzicht uit silicium en zuurstof in dezelfde stoichiometrische samenstelling: SiO2.
Polymorfie bij enkelvoudige stoffen, stoffen die uit één chemisch element bestaan, wordt allotropie genoemd. Een voorbeeld vormen de verschillende kristalstructuren die zich, afhankelijk van druk en temperatuur, voordoen bij het element zwavel. Zwavel bestaat uit moleculen octazwavel (S8) die beneden 96 °C voorkomen als orthorombische kristallen en boven 96 °C overgaan in een monokliene vorm. Beide kristalvormen (allotropen) verschillen qua uiterlijk en fysische eigenschappen, maar zijn opgebouwd uit dezelfde chemische bouwsteen: S8.

Structuurformule van (S)-melkzuur (links), (R)-melkzuur (rechts). Beide enantiomeren zijn elkaars spiegelbeeld, maar zijn in wezen dezelfde stof

Optische isomeren (enantiomeren) bestaan uit dezelfde atomen, maar de moleculen zelf zijn elkaars spiegelbeeld. Een klassiek voorbeeld is melkzuur, dat een stereogeen koolstofatoom bezit, waardoor twee enantiomeren van melkzuur bestaan. Hoewel beide enantiomeren zich opnieuw fysisch anders kunnen gedragen, zoals hun kenmerkend gedrag ten opzichte van gepolariseerd licht, behoren zij beide tot dezelfde stof. Hun chemische eigenschappen zijn dus gelijk.